# Cathédrale de Tolentino
Pour les articles homonymes, voir Tolentino (homonymie).
La cathédrale de Tolentino ou cathédrale Saint-Caterve est une église catholique romaine de Tolentino, en Italie. Il s'agit d'une cocathédrale du diocèse de Macerata-Tolentino-Recanati-Cingoli-Treia.
En janvier 1961, le pape Jean XXIII l'éleva au rang de basilique mineure.  Le tremblement de terre de 2016 dans le centre de l'Italie l'a gravement endommagée.

## Histoire et description
L'église actuelle a été précédée de deux autres édifices sacrés, construits au même endroit. Le premier fut un Panthéon de la fin de l'Empire romain, bâtiment dédié à saint Caterve (it), le noble romain qui, selon la tradition, fut le premier à amener le christianisme sur les terres tolentines, et qui pour cela souffrit le martyre. Son épouse Septimia Severina voulut édifier ce monument pour commémorer son mari mort : il devint la première église chrétienne de Tolentino. Septimia et son fils Bassus ont eux aussi été enterrés dans ce Panthéon. 
La deuxième église fut commandée, après 1256 , par des moines bénédictins qui y incorporèrent le plus ancien bâtiment existant. La basilique du XIIIe siècle, de style gothique, a été entièrement restaurée dans la première moitié du XIXe siècle sous des formes néo-classiques. Certaines parties de l'église romane restent visibles dans la chapelle de San Catervo, tandis que la nouvelle église, par rapport à la précédente, a une orientation opposée : là où il y avait auparavant l'abside se trouve maintenant l'entrée du bâtiment.
L'intérieur de la cathédrale a un plan en croix latine, avec trois nefs qui sont le témoignage de l'ancienne église bénédictine grandiose, et deux chapelles sur les côtés opposés du transept. Lors de récents travaux de restauration sont apparus les piliers médiévaux qui soutenaient les voûtes, autour desquels ont été érigés les nouveaux piliers de la reconstruction du XIXe siècle. Sur les côtés de l'abside, deux portes mènent l'une à la chapelle de San Catervo, relique de l'ancienne église médiévale, anciennement connue sous le nom de chapelle de la Sainte Trinité, l'autre à la salle qui abrite les fouilles de l'église primitive. Dans la chapelle est conservé le sarcophage du saint, de l'époque romaine, parmi les meilleurs d'Italie. Les murs et la voûte en croix ogivale de la chapelle sont ornés de fresques de tableaux de Marchisiano di Giorgio : l'Adoration des Mages, la Crucifixion, une Vierge intronisée avec l'Enfant et les Saints et, dans la voûte, les Évangélistes et les sibylles. Dans la partie Panthéon (la porte à droite de l'abside), on distingue les fondations du monument antique, sous un plancher de verre, ainsi que des vestiges de fresques du IXe siècle, et divers fragments de décoration de cette époque. Les autres vestiges précieux de la longue histoire de la basilique sont le portail roman à côté de l'église et le clocher de 35 mètres de haut.

### Articles liés
- Diocèse de Macerata-Tolentino-Recanati-Cingoli-Treia
- Tolentino
- Liste des cathédrales d'Italie
- Liste des cathédrales des Marches